# Найзаможніші люди України 2019
Цей список відображає найбагатших людей України за версіями оцінок їх статків трьома журналами: Forbes, Фокус та Новое Время.
Журнал Forbes складає рейтинги з 1987 року, а видання Forbes Україна формує список найбагатших українців з 2011 року. Український журнал Фокус почав публікувати свій список з 2007 року. Журнал Новое Время разом із інвесткомпанією Dragon Capital веде свій рейтинг від 2006 року (тоді ще на сторінках журналу Кореспондент).

## Версія журналу «Forbes»
До рейтингу найбагатших людей світу за версією Forbes у 2019 році, як попереднього року, увійшли семеро українців із сумарним капіталом $13,6 млрд.
| № | Місце в світовому рейтингу | Ім'я               | Сфера діяльності                                | Статки у 2019 ($ млрд.) | Основні активи |
| 1 | 272                        | Рінат Ахметов      | металургія, ПЕК                                 | 6                       | СКМ            |
| 2 | 1511                       | Костянтин Жеваго   | металургія                                      | 1,5                     | Ferrexpo       |
| 3 | 1605                       | Юрій Косюк         | АПК                                             | 1,4                     | МХП            |
| 4 | 1605                       | Віктор Пінчук      | металургія                                      | 1,4                     | Інтерпайп      |
| 5 | 1818                       | Геннадій Боголюбов | фінанси, металургія, ПЕК                        | 1,2                     |                |
| 6 | 1941                       | Ігор Коломойський  | фінанси, металургія, ПЕК                        | 1,1                     |                |
| 7 | 2057                       | Вадим Новинський   | металургія, суднобудування, нафтогазовий сектор | 1                       | Смарт Холдинг  |

## Версія журналуФокус
Згідно з журналом Фокус, найзаможнішими громадянами України у 2019 році були:
| №  | Ім'я                      | Сфера діяльності                                | Статки у 2019 ($ млрд.) | Основні активи |
| 1  | Рінат Ахметов             | металургія, ПЕК                                 | 8                       | СКМ            |
| 2  | Ігор Коломойський         | металургія                                      | 2,6                     | Інтерпайп      |
| 3  | Геннадій Боголюбов        | металургія, суднобудування, нафтогазовий сектор | 2,2                     | Смарт Холдинг  |
| 4  | Костянтин Жеваго          | фінанси, металургія, ПЕК                        | 1,7                     |                |
| 5  | Вадим Новинський          | фінанси, металургія, ПЕК                        | 1,6                     |                |
| 6  | Віктор Пінчук             | металургія                                      | 1,4                     | Ferrexpo       |
| 7  | Юрій Косюк                | АПК                                             | 1,1                     | МХП            |
| 8  | Андрій Веревський         | АПК                                             | 1                       |                |
| 9  | Дмитро Фірташ             | хімія, медіа                                    | 0,940                   |                |
| 10 | Олександр і Галина Гереги | ритейл, агросектор                              | 0,930                   |                |

## Версія журналуНовое Время
Згідно журналу Новое Время та обрахунків інвестиційної компанії Dragon Capital, найзаможнішими громадянами України у 2019 році були:
| №  | Ім'я                      | Сфера діяльності                                | Статки у 2019 ($ млрд.) | Основні активи                        |
| 1  | Рінат Ахметов             | металургія, ПЕК                                 | 9,629                   | СКМ                                   |
| 2  | Віктор Пінчук             | металургія                                      | 2,310                   | Інтерпайп                             |
| 3  | Вадим Новинський          | металургія, суднобудування, нафтогазовий сектор | 1,767                   | Смарт Холдинг                         |
| 4  | Ігор Коломойський         | фінанси, металургія, ПЕК                        | 1,480                   |                                       |
| 5  | Геннадій Боголюбов        | фінанси, металургія, ПЕК                        | 1,376                   |                                       |
| 6  | Петро Порошенко           | харчопром, медіа, АПК                           | 1,253                   | Група «Укрпромінвест» (Рошен та інші) |
| 7  | Олександр і Галина Гереги | ритейл, агросектор                              | 0,930                   | Епіцентр К                            |
| 8  | Дмитро Фірташ             | хімія, медіа                                    | 0,792                   |                                       |
| 9  | Костянтин Жеваго          | металургія                                      | 0,744                   |                                       |
| 10 | Микола Злочевський        | нафтогазовий сектор                             | 0,686                   |                                       |